# Birger Lensander
Birger Alexander Lensander, född 31 oktober 1908 i Södertälje, död 3 mars 1971 i Sankt Görans församling i Stockholm, var en svensk skådespelare.
Han är begravd på Norra begravningsplatsen utanför Stockholm.

## Filmografi
- 1940 – Hjältar i gult och blått
- 1942 – En sjöman i frack
- 1943 – Ombyte av tåg
- 1943 – Kungsgatan
- 1943 – I mörkaste Småland
- 1944 – Prins Gustaf
- 1945 – I Roslagens famn
- 1945 – Gomorron Bill!
- 1945 – Flickorna i Småland
- 1946 – Hotell Kåkbrinken
- 1946 – Saltstänk och krutgubbar
- 1947 – Försummad av sin fru
- 1947 – Lata Lena och blåögda Per
- 1947 – Dynamit
- 1948 – Robinson i Roslagen
- 1948 – Främmande hamn
- 1948 – Lars Hård
- 1949 – Smeder på luffen
- 1949 – Sjösalavår
- 1949 – Bara en mor
- 1950 – Medan staden sover
- 1950 – Kvartetten som sprängdes
- 1951 – Fröken Julie
- 1952 – Kalle Karlsson från Jularbo
- 1952 – Medan det ännu är tid
- 1952 – Bättre 50-tal
- 1952 – Hon kom som en vind
- 1953 – Ubåt 39
- 1953 – Folket i fält
- 1953 – Bror min och jag
- 1953 – Vägen till Klockrike
- 1953 – Kvinnohuset
- 1953 – Dumbom
- 1953 – Kungen av Dalarna
- 1953 – Dansa min docka
- 1953 – Ursula – flickan i finnskogarna
- 1953 – Åsa-Nisse på semester
- 1953 – Peter Pan
- 1953 – Kolets ande
- 1954 – Två sköna juveler
- 1954 – Café Lunchrasten
- 1954 – Gud Fader och tattaren
- 1954 – Flicka med melodi
- 1954 – Café Lunchrasten
- 1954 – Flottans glada gossar
- 1954 – Seger i mörker
- 1954 – Östermans testamente
- 1954 – Herr Arnes penningar
- 1954 – Skrattbomben
- 1954 – Flicka utan namn
- 1955 – Resa i natten
- 1955 – Luffaren och Rasmus
- 1955 – Janne Vängman och den stora kometen
- 1955 – Mord, lilla vän
- 1955 – Finnskogens folk
- 1955 – Blockerat spår
- 1955 – Vildfåglar
- 1955 – Farligt löfte
- 1955 – Nattens lekar
- 1955 – Flicka i kasern
- 1956 – Litet bo
- 1956 – Ett kungligt äventyr
- 1956 – Främlingen från skyn
- 1956 – På heder och skoj
- 1956 – 7 vackra flickor
- 1956 – Moln över Hellesta
- 1956 – Kulla-Gulla
- 1956 – Sången om den eldröda blomman
- 1957 – Vägen genom Skå
- 1957 – Far till sol och vår
- 1957 – Räkna med bråk
- 1957 – Gårdarna runt sjön
- 1957 – Synnöve Solbakken
- 1957 – Mästerdetektiven Blomkvist lever farligt
- 1957 – Sjutton år
- 1957 – Johan på Snippen tar hem spelet
- 1958 – Laila
- 1958 – Fridolf sticker opp!
- 1958 – Vi på Väddö
- 1959 – Lejon på stan
- 1959 – Raggare!
- 1959 – Guldgrävarna
- 1960 – De sista stegen
- 1960 – Domaren
- 1960 – Av hjärtans lust
- 1961 – Svenska Floyd
- 1961 – Karneval
- 1962 – Åsa-Nisse på Mallorca
- 1962 – En nolla för mycket
- 1962 – Nils Holgerssons underbara resa
- 1962 – Älskarinnan
- 1963 – Tystnaden
- 1963 – En vacker dag
- 1964 – Vi på Saltkråkan (TV-serie)
- 1964 – Svenska bilder
- 1964 – Att älska
- 1965 – Nattmara
- 1966 – Ön
- 1966 – Yngsjömordet
- 1966 – Här har du ditt liv
- 1968 – Vi på Saltkråkan (TV-serie)
- 1969 – Herkules Jonssons storverk (TV-serie)
- 1970 – Petter och Lotta på nya äventyr